# Jelec pospolity
Jelec pospolity, jelec europejski, jelec (Leuciscus leuciscus) – gatunek ryby z rodziny karpiowatych (Cyprinidae).

## Występowanie
Strumienie, rzeki i jeziora Europy z wyjątkiem Półwyspu Iberyjskiego, Apenińskiego, Bałkańskiego, Szkocji i północnej Skandynawii. Jelca można też spotkać, chociaż nielicznie, w Bałtyku (w zatokach o małym zasoleniu). Żyje stadnie.

## Cechy morfologiczne
Osiąga do 35 cm długości i 250 g masy ciała. Ciało wysmukłe, silnie bocznie spłaszczone. Pysk zwykle zaostrzony, otwór gębowy najczęściej zwrócony ku dołowi. Grzbiet barwy czarnoniebieskiej z metalicznym połyskiem, boki i spód ciała białożółtawe o słabym połysku. Płetwy na ogół blade, żółtawe lub lekko pomarańczowe, tylko płetwa grzbietowa i ogonowa są zwykle intensywniej zabarwione. Liczba łusek w linii nabocznej 49–53.

## Odżywianie
Pożywienie jelca stanowią owady, robaki i skorupiaki wodne, również i owady latające opadające na powierzchnię wody.

## Rozród
Jelec trze się w marcu i kwietniu w szybko płynących ciekach wśród roślinności. W czasie tarła samiec (mleczak) ma skórę i płetwy pokryte drobnymi brodawkami.

## Znaczenie gospodarcze
Mięso jelca jest niezbyt smaczne i bardzo ościste. Wędkarze używają go jako przynęty („żywca”) przy łowieniu na wędkę większych ryb drapieżnych.